# István Örkény
István Örkény (Budapest, el 5 d'abril de 1912 – el 24 de juny de 1979) fou un escriptor i dramaturg hongarès.
Provinent d'una família de la burgesia jueva benestant fa estudis d'enginyeria química i l'any 1932 s'especialitza en farmacologia. El 1937 entra en contacte amb el cercle literari Szép Szó («bonica paraula»). Örkény és un excel·lent representant del drama absurd hongarès. De 1951 a 1953 treballa com dramaturg per al Teatre de l'Armada del Poble hongarès. La seva peça titulada Tóték (Totem) esdevé un èxit increïble.